# Порфирий Бахметиев
Порфирий Иванович Бахметиев (на руски: Бахметьев, Порфирий Иванович) е руски физик и биолог, първият професор по физика в Софийския университет „Свети Климент Охридски“. В продължение на 23 години живее, преподава и твори в София, като от 1890 до 1906 г. е преподавател по физика и едни от най-значителните му открития и разработки са направени в Софийския университет. От 1900 г. е действителен член на Българското книжовно дружество, днес Българска академия на науките. Основните му приноси са във физиката на твърдото тяло, магнетизма, термоелектричеството, геофизиката и биофизиката.

## Ранни години (1860 – 1890)
Роден е на 26 февруари 1860 г. в с. Лопуховка, Волски уезд, Саратовска губерния, Русия, в семейство на крепостни селяни. Семейството успява да се освободи от крепостничество и бащата Иван дава добро образование на малкия си син Порфирий (Проня). През 1872 г. семейството се премества във Волск, Саратовска губерния, град на десния бряг на река Волга, където Проня завършва реална гимназия. Той проявява забележителни математически способности. На 17 години създава първия фонограф, възпроизвежда първия модел на телефона, използвайки за проводници струни от старо пиано.

### Петербург (1878 – 1880)
През 1878 г. с благоволението на баща си той се отправя към Петербург с намерение да се запише в университет. Там обаче той е могъл да се запише, ако е завършил класическа гимназия, а не реална. В Петербург един млад и енергичен младеж на име Устим Лашевич, който е член на тайната организация „Земя и воля“, му предлага да заминат за Цюрих. Това решение Порфирий взима поради политически гонения – участва в различни форми против властта.

### Цюрих (1880 – 1890)
На 16 октомври 1880 г. той става студент и продължава образованието си в Цюрихския университет, Швейцария (1879 – 1885). Следва физика и химия.
Въодушевен от появата на телефона, той предлага в сп. „Электричество“ (брой 1, 1885 г.), теоретичен модел на устройство за предаване на изображения на разстояние, в частност схема с няколко селенови елемента и схема с един селенов елемент, сканиращ по спирала. Там Бахметиев първи използва названието „Телефотограф“, което впоследствие не се е наложило и е било изместено от термина „Фототелеграф“. И макар че устройството не е било построено поради липса на средства, на Бахметиев принадлежи идеята за разлагане на изображението на елементи, които „летели“ последователно по кабела към приемника, където се сглобявали отново до получаване на изображението.
Бахметиев остава в Цюрих и до заминаването си за София вече има около 20 научни публикации главно в руски списания. Основната насока на неговите изследвания през тези ранни години е била в областта на магнитните свойства на металите. Същевременно той получава правото за частно преподаване по физика и сродни дисциплини и върши това с голям успех: неколкократно има по 30 – 40 ученици, които трябва да подготви за Цюрихската политехника; повечето биват приети – доказателство за педагогическия талант на учителя.

## В България (1890 – 1913)

### Софийски университет
През 1889 г. към Софийския университет се открива Физико-математическо отделение с 3 катедри: по експериментална физика, по химия и по висш анализ. От 1890 до 1907 г. ръководител на катедрата по експериментална физика е проф. Порфирий Бахметиев.
С идването си в България Бахметиев поставя обучението по физика на много високо ниво. В началото се заема да осигури материалната база за демонстрации към лекциите по физика и метрология, за лабораторни упражнения и научноизследователска дейност на студенти и преподаватели. Въпреки липсата на разбиране от страна на тогавашните управници и от обществеността, благодарение на голямата си енергия, любов към физиката и организаторските си качества, Бахметиев бързо постига сериозни резултати. Майстор на научното слово, той кара студентите даже от други факултети да пълнят залата когато изнася лекции. Внушителната му осанка (едър и висок около 2 метра) допълнително увеличава респекта към него. Бахметиев отдава голямо значение на практическите занимания на студентите, които лично ръководи. Увлича ги в работа по създаването на нови уреди и апарати, а най-способните привлича в научните си изследвания. За кратко време успява да организира участие на физическото отделение на Висшето училище в Първия Пловдивски панаир през 1892 г. Там заедно със студентите си и своите сътрудници представя разработените 43 експоната, между които капилярен електромер, апарат за определяне на остатъчен магнетизъм, електрически ареометър и др. Отличен експериментатор, той се стреми да извършва изследванията си със съвременна и точна апаратура и методика, да отчита всички възможни влияещи фактори.
През 1895 г. Порфирий Бахметиев става първият професор по физика. Той е избран за дописен член на Българското книжовно дружество през 1898 г.

### Научна дейност
Магнетизмът продължава да вълнува проф. Бахметиев и в България. Той публикува още 6 статии, посветени главно на магнитострикционните и галваномагнитните явления, в които като адрес на автора е посочена София. В западната литература за откривател на магнитосъпротивлението се смята Бахметиев, публикувал в немски физически журнал описание на ефекта през 1891 г. (в руската литература за откривател наред с името на Бахметиев се посочва и учен от Казанския университет). Това е първото значително физично откритие с марката на Софийския университет. Към магнитосъпротивителния ефект има огромен интерес и в наши дни.
През следващите години проф. Бахметиев с помощта и на студенти изследва телуричните токове (естествени електрически токове в земната кора) в Софийското поле, постига сериозни резултати и с тях защитава докторска дисертация в Швейцария.
Завършил геофизичните си измервания и благодарение на тях обзавел прилична физична лаборатория, Бахметиев изследва състоянието на анабиоза и това е безапелационно признатото крупно научно откритие, направено във Физико-математическото отделение на Софийския университет. Първият опит, довел до откриването на явлението „анабиоза“, е на 16 април 1898 г. Междинното, преходно състояние на живия организъм на границата между живота и смъртта, при което жизнените процеси временно се прекратяват, но смъртта още не е настъпила (мнима смърт) и когато при благоприятни условия животът може да се върне, се нарича анабиоза. Анабиозата (от гръцката дума ἀναβιω – оживяване, връщане към живот) е едно от основните биологически явления, имащи огромно теоретическо и практическо значение.
Проф. Бахметиев първи повдига въпроса за анабиозата при насекомите и растенията. Той разработва термоелектрически уред за измерване на температурата в насекомите и е показал, че изход от състоянието на анабиоза е възможен, ако тъканните течности останат в преохладено, течнокристално състояние. Бахметиев първи предизвиква анабиоза и при млекопитаещите (използвал е прилепи). Днес Порфирий Бахметиев е считан за баща на криобиологията.
Проф. Бахметиев е представил оригинални идеи за организацията и управлението на образованието в България, които изпреварват времето си и срещат силна съпротива от страна на научно-преподавателската общност. Ярката му индивидуалност е дразнела неговите колеги и от 1905 г. нататък той се озовава въвлечен в поредица от спорове относно подхода му при обучението на студентите. Въпреки това, неговите студенти са го обичали и домът му е бил отворен за всички. Те са го наричали „патер“, от латински „баща“. На основата на обвинения, които от дистанцията на времето изглеждат като разчистване на лични сметки, проф. Бахметиев в крайна сметка е уволнен от Университета през 1907 г. Творческата му дейност през следващите 6 години е затруднена от материални лишения.

## Завръщане в родината и смърт (1913)
На 26 март 1913 г. той отпътува завинаги от България със съпругата Параскева и трите си деца. Завръща се в родината след едно толкова дълго отсъствие. Пътуването от София през Одеса до Москва му отнема два месеца. На границата дни наред очаква опрощение от Императора, за да може да влезе в родината си, а сънародниците му го посрещат по подобаващ начин. Научната общност в Русия го приема радушно и е назначен за професор в народния университет „Шанявски“ в Москва. Изнася беседи в Одеса, Киев, Казан, Харков, Ростов, Саратов и др.
На 20 септември 1913 г. се връща в Москва, тъй като се чувства отпаднал и уморен. След по-малко от месец, той получава мозъчен кръвоизлив и на 14 октомври 1913 г. умира на 53-годишна възраст. Погребан е в Москва.

## Трудове, награди и памет
Бахметиев е автор на повече от 220 статии и студии по проблемите на магнетизма, електричеството, геофизиката, физическата химия и биофизиката, публикувани в реномирани руски, немски, швейцарски и български научни списания. За работата му в областта на термоелектричеството Бостънският университет (САЩ) го награждава с Томсънова премия, а през 1902 г. Руската академия на науките го удостоява (за успехи в ентомологията) с премия на името на К. М. Байер.
На Порфирий Бахметиев е наречена улица в квартал „Витоша“ в София (Карта). В България се организират чествания на годишнини от смъртта на големия изследовател, експериментатор и учен, който оставя ярка диря в световното научно наследство. Домът му в София се е намирал точно до Чешкия клуб-ресторант на ул. „Кракра“, в центъра. Там има възпоменателна плоча с неговото име.

### Сканирани трудове
- „Бабочки Болгарiи“. Порфирий Бахметьев, 1902 – обзор на големите пеперуди (Macrolepidoptera) в България. На руски език.